# وليام سميث ستيفنس
وليام سميث ستيفنس (بالإنجليزية: William Stephens Smith)‏ (و. 1755 – 1816 م) هو سياسي من الولايات المتحدة الأمريكية . تولى منصب أعضاء مجلس النواب الأمريكي .
وهو عضو في الحزب الفيدرالي الأمريكي .

## التعليم
تعلم في جامعة برنستون.